# Doddagummanahalli, Sidlaghatta
Doddagummanahalli là một làng thuộc tehsil Sidlaghatta, huyện Kolar, bang Karnataka, Ấn Độ.